# البصمة الذكية
البصمة الذكية هي الاستخدام الأحدث لتطور علم التعرف على الأشخاص، والذي مر بتاريخ طويل ابتداءً من الإصبع وحتى بصمة الوجه، واستخدم للوصول إليها العديد من التقنيات والابتكارات.

## بصمةالإصبع

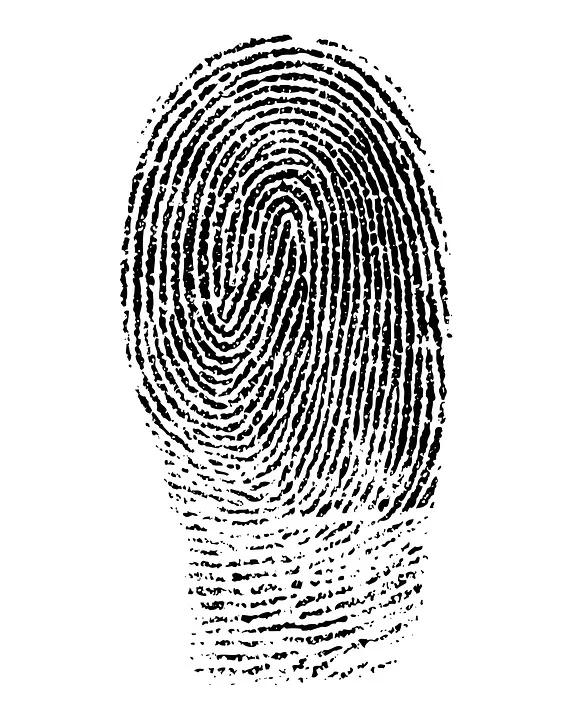
بصمة إصبع

هي علامة مميزة لكل شخص أثبتها العالم وليم هرشلو يتم اعتمادها في التعرف على هوية الشخص وعادة تكون بصمة الإبهام.[بحاجة لمصدر]

## بصمةالوجه
تقنية بصمة الوجه – هي نوع من القياسات البيومترية التي تميز ملامح الوجه رياضيا ويخزن هذه البيانات كبصمة. تستخدم تقنية بصمة الوجه خوارزميات التعلم العميق لمقارنة الصور الرقمية إلى البصمة المخزنة في قاعدة البيانات من أجل التحقق من هوية الفرد.
تعد تكنولوجيا بصمة الوجه (التعرف علي الوجه) إحدى أشكال التكنولوجيا البيومتريه الأسرع نمواً، وأصبحت مستخدمة في العديد من التطبيقات التجارية، ولأغراض أمنية ولحماية الخصوصية في أجهزة الهاتف المحمول أو حتى في العديد من المواقع 

## تاريخ بصمة الوجه

### الستينات1960
كان رواد التعرف على الوجه الأوائل وودي بليدسو وهيلين تشان وولف وتشارلز بيسون. في عامي 1964 و 1965 ، بدأ Bledsoe مع Wolf و Bisson العمل باستخدام أجهزة الكمبيوتر للتعرف على وجه الإنسان.
بسبب تمويل المشروع من وكالة استخبارات لم تذكر اسمها، لم يتم نشر الكثير من أعمالهم مطلقًا. ومع ذلك، تم الكشف لاحقًا عن أن عملهم الأولي اشتمل على وضع علامات يدوية على «معالم» مختلفة على الوجه مثل مراكز العين والفم وما إلى ذلك.  تم أيضًا حساب المسافات بين المعالم تلقائيًا ومقارنتها بين الصور لتحديد الهوية .
أعاقت تكنولوجيا العصر هذه الخطوات المبكرة للتعرف على الوجه من قبل Bledsoe و Wolf و Bisson بشدة، لكنها لا تزال خطوة أولى مهمة في إثبات أن التعرف على الوجه كان مقياسًا حيويًا قابلاً للتطبيق

### السيعينات1970
انطلاقًا من العمل الأولي لـ Bledsoe، تم استلام العصا في السبعينيات من قبل Goldstein و Harmon و Lesk الذين وسعوا العمل ليشمل 21 علامة ذاتية محددة بما في ذلك لون الشعر وسمك الشفاه من أجل أتمتة التعرف.
على الرغم من تقدم الدقة، إلا أن القياسات والمواقع لا تزال بحاجة إلى أن يتم حسابها يدويًا والتي أثبتت أنها تتطلب عمالة مكثفة للغاية ولكنها لا تزال تمثل تقدمًا في تقنية
RAND Tablet الخاصة بـ Bledsoe

### الثمانينات1980
استخدام الجبر الخطي للتعرف على الوجه - الثمانينيات والتسعينيات.
لم نشهد مزيدًا من التقدم في تطوير برنامج التعرف على الوجوه حتى أواخر الثمانينيات باعتباره مقياسًا حيويًا حيويًا للشركات.  في عام 1988 ، بدأ سيروفيتش وكيربي في تطبيق الجبر الخطي على مشكلة التعرف على الوجه.
أظهر نظام أصبح يعرف باسم Eigenface أن تحليل الميزات على مجموعة من صور الوجه يمكن أن يشكل مجموعة من الميزات الأساسية.  كانوا أيضًا قادرين على إظهار أن أقل من مائة قيمة كانت مطلوبة من أجل ترميز صورة الوجه الطبيعية بدقة.
في عام 1991 ، واصل تورك وبنتلاند أعمال سيروفيتش وكيربي من خلال اكتشاف كيفية اكتشاف الوجوه داخل صورة ما، مما أدى إلى أولى حالات التعرف التلقائي على الوجه. أعاقت العوامل التكنولوجية والبيئية هذا الاختراق الكبير، إلا أنه مهد الطريق للتطورات المستقبلية في تقنية التعرف على الوجه

### التسعينات1990
أطلقت وكالة مشاريع الأبحاث الدفاعية المتقدمة (DARPA) والمعهد الوطني للمعايير والتكنولوجيا (NIST) برنامج تقنية التعرف على الوجوه (FERET) في أوائل التسعينيات من أجل تشجيع سوق التعرف على الوجه التجاري.  تضمن المشروع إنشاء قاعدة بيانات لصور الوجه.  تضمنت مجموعة الاختبار 2413 صورة ثابتة للوجه تمثل 856 شخصًا.  كان الأمل في أن قاعدة بيانات كبيرة من صور الاختبار للتعرف على الوجه ستلهم الابتكار وقد تؤدي إلى مزيد من التعرف على الوجه

### الألفية الجديدة2000

#### التحدي الكبير للتعرف على الوجوه - 2006
تم إطلاق الهدف الأساسي للتحدي الكبير للتعرف على الوجوه (FRGC) في عام 2006 ، وهو تعزيز وتطوير تقنية التعرف على الوجوه المصممة لدعم جهود التعرف على الوجوه الحالية في الحكومة الأمريكية [2].
قام FRGC بتقييم أحدث خوارزميات التعرف على الوجوه المتاحة.  تم استخدام صور عالية الدقة للوجه ومسح ثلاثي الأبعاد للوجه وصور قزحية في الاختبارات. أشارت النتائج إلى أن الخوارزميات الجديدة كانت أكثر دقة 10 مرات من خوارزميات التعرف على الوجوه لعام 2002 وأكثر دقة 100 مرة من تلك الخاصة بـ 1995 ، مما يدل على تطورات تقنية التعرف على الوجه على مدار العقد الماضي.

### العقد الأخير2010(وسائل التواصل الاجتماعي)
في عام 2010 ، بدأ Facebook في تنفيذ وظيفة التعرف على الوجه التي ساعدت في تحديد الأشخاص الذين قد تظهر وجوههم في الصور التي يقوم مستخدمو Facebook بتحديثها يوميًا.  كانت الميزة مثيرة للجدل على الفور مع وسائل الإعلام، مما أثار عددًا كبيرًا من المقالات المتعلقة بالخصوصية.  ومع ذلك، يبدو أن مستخدمي Facebook بشكل عام لا يمانعون.  نظرًا لعدم وجود تأثير سلبي واضح على استخدام موقع الويب أو شعبيته، يتم تحميل أكثر من 350 مليون صورة ووضع علامات عليها باستخدام التعرف على الوجوه كل يوم

#### 2017iPhone x
قدمت تقنية التعرف على الوجه بسرعة من عام 2010 فصاعدًا، وكان 12 سبتمبر 2017 إنجازًا مهمًا آخر لدمج التعرف على الوجه في حياتنا اليومية.  كان هذا هو التاريخ الذي أطلقت فيه Apple جهاز iPhone X - كان بإمكان مستخدمي iPhone الأوائل فتح قفله باستخدام FaceID - وهو مصطلح تسويقي لشركة Apple للتعرف على الوجه

## مستقبل تقنية التعرف على الوجه
مع اقتحامنا عام 2020 ، تستمر تقنية التعرف على الوجه في التطور بوتيرة سريعة وأصبحت استخدامات التكنولوجيا أكثر انتشارًا.  في منشور حديث، ألقينا نظرة على الاتجاهات الثمانية التي يجب البحث عنها من خلال التعرف على الوجه في عام 2020. وشملت هذه:
- التجزئة
- أجهزة الصراف الآلي
- الإعلان الرقمي
- سلامة الحافلات
- الخطوط الجوية
- تجربة العملاء الشخصية
- متاجر بدون موظفين

يمكن لتقنية التعرف على الوجه أن تحدث فرقًا كبيرًا في حياتنا كلها وفي الطريقة التي نختبر بها الكثير من الأشياء.

## أمثلةعالمية

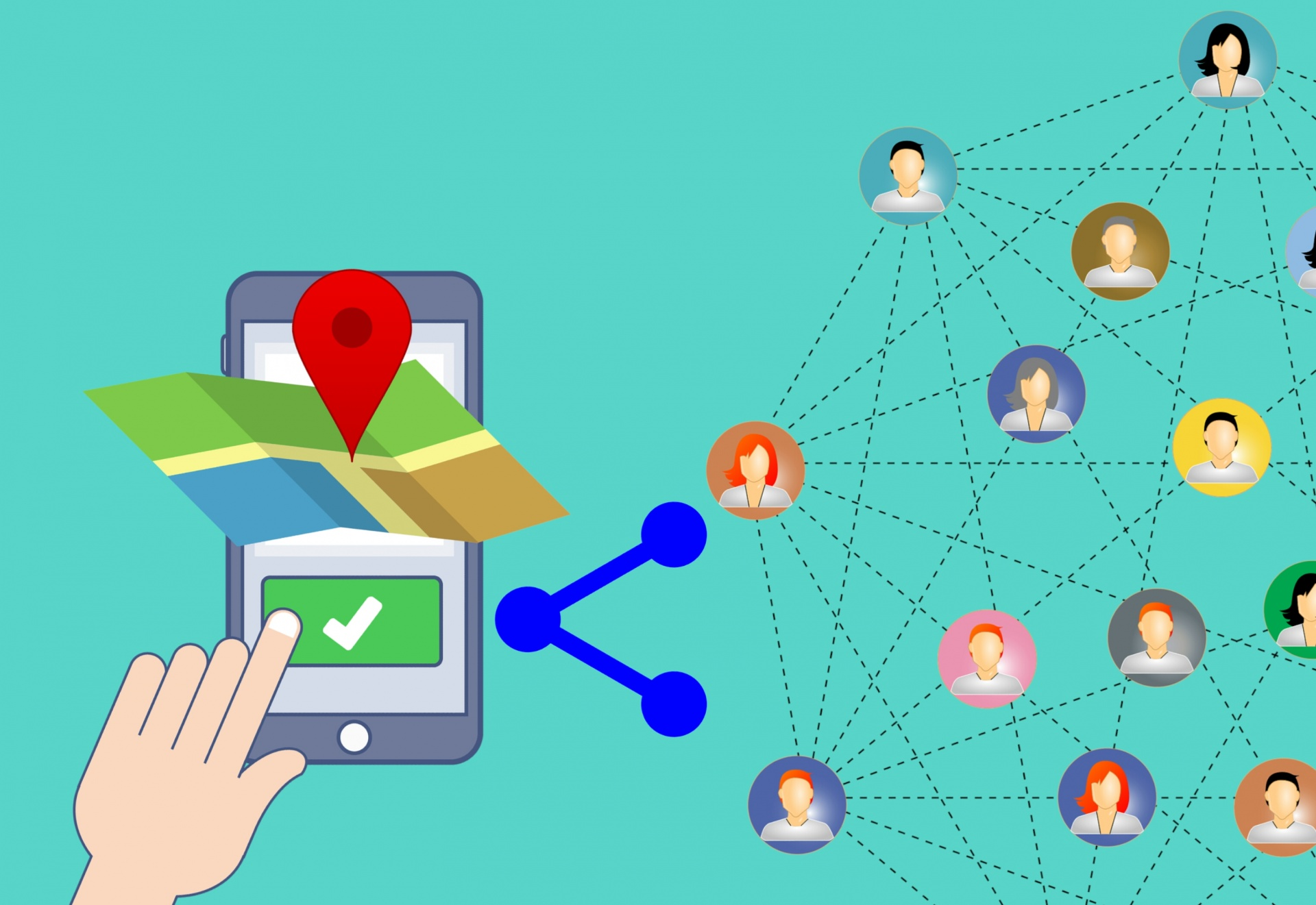
مشاركة الموقع

تعتزم سنغافورة أن تكون أولى الدول التي تعتمد استخدام تقنية التحقق من الشخصية عبر بصمة الوجه، وذلك في إطار مشروعها الخاص بنظام الهوية الرقمية الوطنية.
وسيهيئ فحصُ الاستدلال البيولوجي للسنغافوريين وصولا آمِنًا للخدمات في القطاعين الخاص والعام. وتقول الحكومة في سنغافورة إن هذا النظام سيكون أساسا للاقتصاد الرقمي في البلاد. وقد تم تجريبه في أحد البنوك، والآن يجري تعميمه في أنحاء البلاد.

## تقنية البصمة الذكية في قطاعالأعمال
استطاعت شركات التقنية الاستفادة من تطور تقنية بصمة الوجه ودمجها مع تقنيات أخرى مثل أنظمة  GPS وكاميرات الهواتف الذكية والإنترنت لتطوير وزيادة القيمة التقنية في أنظمتها مثل أنظمة تخطيط موارد المؤسسات (ERP) وتطويعها لإفادة المنشآت الحكومية والخاصة لإثبات تواجد موظفيها في مواقعهم حسب الوقت والمكان المحددين وتوفير تكلفة أجهزة الحضور والانصراف، والأجمل توفير تكلفة وجهد ووقت حضور موظفي العمل الميداني لمقرات العمل ثم الانتقال مرة أخرى لعملهم الميداني.